# Neo Geo Pocket Color
Il Neo Geo Pocket Color è una console portatile sviluppata da SNK e commercializzata nel 1999. La console è dotata di un display a colori a 16 bit ed è retrocompatibile con il precedente Neo Geo Pocket. Il nome della console deriva dal Neo Geo, famosa piattaforma per coin-op di SNK, per sfruttarne la scia del successo commerciale.
La scelta di uno schermo non retroilluminato è stata fatta per aumentare la longevità delle batterie, stimata in 40 ore di gioco con due pile stilo.
Sono state prodotte molte versioni della console dai più svariati colori.
Dopo oltre 10 anni dalla sua dismissione, venne rimpiazzata dal Neo Geo X.

## Videogiochi
In tutto uscirono circa 80 giochi per Neo Geo Pocket Color. Secondo una selezione fatta dalla rivista Retro Gamer, i dieci più grandi giochi per questo sistema sono: SNK vs. Capcom: Card Fighters Clash, Puzzle Bobble Mini, SNK vs. Capcom: Match of the Millennium, Neo Turf Masters, Metal Slug: 1st Mission, Sonic the Hedgehog Pocket Adventure, Faselei!, Ganbare Neo Poke-kun, The Last Blade: Beyond the Destiny e Pocket Tennis Color.